# Kurucz Péter
Kurucz Péter (1988. május 30. –) magyar labdarúgó.

## Pályafutása
Kurucz az Újpest ifjúsági akadémiáján nevelkedett, 2008-ban került fel az első csapat keretéhez. 2008 februárjában kölcsönben a Tatabányához szerződött. Kilenc meccsen lépett pályára, majd visszatért a lila-fehérekhez, ahol új szerződést kapott.
2009. február 9-én a West Ham United vette kölcsön, az angoloknak opciós joguk volt a szerződése véglegesítésére. Kurucz öt angol reserve bajnokin lépett pályára a Kalapácsosok színeiben, a 2008-2009-es szezonban. Később a West Ham United véglegesen szerződtette a magyar kapust aki 4 évet írt alá az angol együtteshez. Premier Leagueben való debütálására 2009. december 5-én került sor, a Manchester Unitedtől elszenvedett 4-0-s vereség során a 73. percben cserélték be. Bemutatkozásán nem kapott gólt. A 2010–2011-es idény előtt súlyos térdsérülést szenvedett, és emiatt az egész szezont kénytelen volt kihagyni. 2012 januárjában kölcsönadták őt a harmadosztályú Rochdale-nek, ahol 11 ligameccsen szerepelt, ám február végén újabb sérülést szenvedett, ami véget vetett a szezonjának. 2012. május 8-án közös megegyezéssel szerződést bontott a West Ham csapatával.

## Külső hivatkozások
- Kurucz Péter adatlapja a West Ham United hivatalos honlapján
- Kurucz Péter adatlapja a hlsz.hu oldalon